# Bastian Korreck
Bastian Korreck (* 6. November 2000) ist ein deutscher Volleyballspieler.

## Karriere
Korreck begann seine Karriere beim FC Junkersdorf in Köln, wo er 2016 in die erste Mannschaft kam. Anschließend spielte er bis 2021 beim PTSV Aachen. 2021/22 setzte er sein Maschinenbaustudium an der Campbellsville University fort und spielte in der Universitätsmannschaft. 2022 wurde der Mittelblocker vom Zweitligisten Baden Volleys SSC Karlsruhe verpflichtet. Mit Karlsruhe schaffte er 2023 den Aufstieg in die erste Liga. Die Baden Volleys schieden im DVV-Pokal 2023/24 im Achtelfinale aus, erreichten aber als Tabellenachter der Hauptrunde das Playoff-Viertelfinale der Bundesliga.